# Xinpu, Taishun
Xinpu (kinesiska: 新浦乡, 漈头) är en sockenhuvudort i Kina. Den ligger i provinsen Zhejiang, i den östra delen av landet, omkring 290 kilometer söder om provinshuvudstaden Hangzhou. Antalet invånare är 3 482. Befolkningen består av 1 612 kvinnor och 1 870 män. Barn under 15 år utgör 16,0 %, vuxna 15-64 år 60 %, och äldre över 65 år 23,0 %.
Runt Xinpu är det ganska tätbefolkat, med 134 invånare per kvadratkilometer. Närmaste större samhälle är Xiaocun, 7,2 km söder om Xinpu. I omgivningarna runt Xinpu växer i huvudsak blandskog.
Genomsnittlig årsnederbörd är 2 328 millimeter. Den regnigaste månaden är juni, med i genomsnitt 383 mm nederbörd, och den torraste är januari, med 67 mm nederbörd.